# Kay Kysela
Kay Kysela, auch Kay Silvan Kysela, (* 1989 in Aarberg, Kanton Bern) ist ein Schweizer Schauspieler.

## Leben
Kay Kysela wuchs in der Umgebung von Biel auf. Seine Mutter stammt aus Kamerun, sein Vater hat Wurzeln in der Schweiz und Tschechien. Er absolvierte zunächst eine Ausbildung zum Krankenpfleger, tanzte und lebte einige Zeit als Akrobat mit seiner Kampfsport-Akrobatik-Comedy-Truppe. Im Alter von 23 Jahren entschied er sich dann jedoch für den Schauspielberuf. Er besuchte 2010–2011 die Internationale Schauspielschule Basel. Von 2012 bis 2015 studierte er Schauspiel an der Hochschule der Künste Bern. Nach seinem Bachelorstudium studierte er ein halbes Jahr im Masterstudiengang an der Zürcher Hochschule der Künste. 2017 schloss er im Studiengang „Expanded Theater“ an der Hochschule der Künste Bern ab. 2014 gewann Kay Kysela den Schweizer Nachwuchsförderungspreis „Junge Talente“.
Bereits während seiner Ausbildung hatte er erste Theaterengagements. Im Februar/März 2012 gastierte er am Theater Mausefalle in Solothurn als Prinz in einer Mundartversion des Märchenstücks Rumpelstilzchen.
Am Theater Basel spielte er 2012–2013 die Titelrolle in Othello (Regie: Patrick Gusset). Ausserdem hatte er 2014–2015 eine Rolle als Bauer in Philipp Stölzls Inszenierung des Shelley’schen Frankenstein-Romans. 2015 gastierte er bei den Zürcher Festspielen (als Caliban in Sturm in Patumbah, Regie: Niklaus Helbling). Ab der Spielzeit 2016/17 war er bis zum Ende der Spielzeit 2018/19 festes Ensemblemitglied am Theater St. Gallen. Dort trat er u. a. als Laertes und Rosenkranz in Hamlet (Premiere: September 2016) und als Tinker Bell in Peter Pan (Premiere: November 2016) auf. In der Spielzeit 2016/17 stand Kysela am Theater St. Gallen auch in der Bühnenfassung von Dürrenmatts letztem Roman Durcheinandertal (Uraufführung am Theater St. Gallen) auf der Bühne. Weitere Rollen Kyselas am Theater St. Gallen waren Kosinsky in Die Räuber und Erich in Geschichten aus dem Wienerwald, beide in der Spielzeit 2017/18, sowie die Gouvernante Charlotta Iwanowna in Der Kirschgarten (Spielzeit 2018/19).
Seit der Spielzeit 2019/20 ist er Ensemblemitglied am Schauspielhaus Zürich.
Kysela hatte seit 2010 auch Film- und Fernsehrollen. Er wirkte zunächst in Kurzfilmen, in Werbespots und in Musikvideos mit. Im Schweizer Tatort: Kleine Prinzen (Erstausstrahlung: März 2016) spielte er den Ägypter Abdul Malik, den Leibwächter eines Ministers aus einem arabischen Emirat. Im Schweizer Tatort: Freitod (Erstausstrahlung: September 2016) spielte er den indischen Polizeipraktikanten Vikinesh Jeyanantham. In Res Balzlis Kinofilm Tinou (2016) spielte er einen südafrikanischen Footballspieler. In dem Fernsehfilm Im Nirgendwo (Erstausstrahlung: 26. September 2016) von Katalin Gödrös spielte er einen Dorfpolizisten. Im ZDF-Krimi Kommissarin Heller: Verdeckte Spuren (Erstausstrahlung: Januar 2017) hatte Kysela eine Nebenrolle; er spielte Murat Yakin, einen Polizeibeamten türkischer Herkunft, dessen Großmutter aus der Schweiz kommt. Im Folge-Krimi Vorsehung (Erstausstrahlung: Januar 2018) übernahm er diese Rolle erneut, diesmal in einer erweiterten Funktion als Hellers Assistent. In der 7. Staffel der Krimiserie WaPo Bodensee (2022) war er in einer Episodennebenrolle als Sprengmeister und Wasserminenexperte Hadi Bozkurt zu sehen.
Kysela beherrscht verschiedene Schweizer und deutsche Dialekte (Berndeutsch, Schwäbisch, Solothurner Dialekt, Walliserdeutsch und Zürichdeutsch) und spielt Djembé. Er wohnt in Zürich.

## Filmografie (Auswahl)
- 2011: Himmelbank (Kurzfilm)
- 2013: Othello (Theateraufzeichnung, Schauspielhaus Basel)
- 2016: Tinou (Kinofilm)
- 2016: Tatort: Kleine Prinzen (Fernsehreihe)
- 2016: Tatort: Freitod (Fernsehreihe)
- 2016: Im Nirgendwo (Fernsehfilm)
- 2016: Finsteres Glück (Kinofilm)
- 2017: Kommissarin Heller: Verdeckte Spuren (Fernsehreihe)
- 2017: Wilder (Fernsehserie)
- 2018: Kommissarin Heller: Vorsehung (Fernsehreihe)
- 2018: Der Bestatter (Fernsehserie)
- 2018: Wolkenbruchs wunderliche Reise in die Arme einer Schickse (Kinofilm)
- 2022: WaPo Bodensee (Fernsehserie, Folge Blindgänger)
- 2022: Die Beschatter (Fernsehserie, Folge Halte die richtige Distanz)